# Ноктюрн
Ноктю́рн (от фр. nocturne — «ночной») — распространившееся с начала XIX века название музыкальных пьес (обычно инструментальных, реже — вокальных) лирического, мечтательного характера. Французское слово nocturne в этом значении впервые применил Джон Филд в 1810-х годах, хотя итальянский термин notturno существовал ещё в XVIII веке и обозначал музыку, исполнявшуюся на открытом воздухе.
Жанр ноктюрна возник ещё в Средневековье. Тогда ноктюрном называли часть религиозной католической службы, исполнявшуюся между полночью и рассветом (как православная заутреня). Из числа сугубо религиозных жанров ноктюрн вышел в XVIII веке, превратившись в камерное произведение, исполняемое в ночное время на открытом воздухе (Nachtmusik). К современному пониманию жанра классический ноктюрн не имел никакого отношения (не был лирической миниатюрой) и часто писался в форме сонатно-симфонического цикла (например, «Маленькая ночная серенада» Моцарта).
В основе ноктюрна лежит обычно широко развитая певучая мелодия, благодаря чему ноктюрн представляет собой своеобразную инструментальную песню. Обычно ноктюрны пишутся для фортепиано, но встречаются подобные сочинения и для других инструментов, а также для ансамблей и оркестров.
Первым композитором, писавшим ноктюрны в современном значении этого слова, был Джон Филд. Он создал 18 фортепианных ноктюрнов, до сих пор входящих в репертуар пианистов.
Дальнейшего расцвета жанр фортепианного ноктюрна достиг в творчестве Фредерика Шопена. Он написал 21 такую пьесу. В ранних работах Шопена (например, в знаменитом ноктюрне Es-dur, Op. 9 № 2) заметно влияние Филда; позднее композитор начал усложнять гармонию и даже использовать более свободную форму.
Ноктюрн стал настоящей визитной карточкой романтизма. В классической концепции ночь была олицетворением зла, классические произведения заканчивались триумфальной победой света над тьмой. Романтики же, напротив, предпочитали ночь — время, в которое душа открывает свои истинные черты, когда можно мечтать и думать обо всём, созерцая тихую природу, не отягощённую суетой дня. Ноктюрн Шопена, пожалуй, самый известный из романтических; именно ноктюрновая фактура (пленительная мелодия, парящая над аккомпанементом, состоящим из баса и фигурации изысканной гармонии) стала визитной карточкой композитора. Роберт Шуман чутко изобразил музыкальный стиль Шопена, поместив его своеобразный музыкальный портрет в одну из пьес фортепианного цикла «Карнавал» (№ 12 — лирический ноктюрн).
Ноктюрны писали также Карл Черни, Ференц Лист, Эдвард Григ, русские композиторы — Глинка (две своих пьесы в этом жанре, ми-бемоль мажорный для фортепиано или арфы и фортепианный ноктюрн «Разлука», он написал под впечатлением от музыки Филда), Балакирев, Чайковский и другие композиторы.
Среди оркестровых сочинений этого жанра наиболее известен ноктюрн из музыки Феликса Мендельсона к комедии Шекспира «Сон в летнюю ночь». Выдающимся образцом импрессионистической музыки являются три ноктюрна («Облака», «Празднества», «Сирены») Клода Дебюсси.
В XX веке некоторые композиторы пытались переосмыслить художественную сущность ноктюрна, отображая с его помощью уже не лирические ночные грёзы, а призрачные видения и естественные звуки ночного мира. Начало этому положил ещё Роберт Шуман в цикле Nachtstücke, более активно такой подход проявился в сочинениях Пауля Хиндемита (Сюита «1922»), Белы Бартока («Ночная музыка») и ряда других композиторов.